# Parc d'État historique du fort Churchill
Le parc historique de l'État du fort Churchill est un parc d'État, du Nevada, USA, préservant les vestiges d'un fort de armée des États-Unis et d'un relais du Pony Express et des routes par voie terrestre centrales (en) remontant aux années 1860. L'ajout de 1994 forme un corridor le long de la rivière Carson. Le parc est situé dans le comté de Lyon au sud de la ville de Silver Springs. Le fort Churchill est défini comme un monument historique national en 1961. Le site est à une extrémité de la route à péage de fort Churchill et Sand Springs (en). Il est situé sur la route des États-Unis 95 (en), à 8 milles (13 km) de la route des États-Unis 50 (en).

## Fort Churchill

### Histoire du fort
En 1869, un groupe de Païutes et de Bannocks attaquent la Williams Station le long de la rivière Carson par vengeance pour l'enlèvement et le viol de deux jeunes filles Pajutes par les propriétaires de la station. En représailles un petit groupe de soldats volontaires et d'auto-défense menés par le commandant William Ormsby (en) attaque les amérindiens, débutant la guerre des Païutes. La force d'Ormsby est défaite et en réponse le colonel John C. Hays et le capitaine Joseph Stewart (en) mènent une plus grande force de volontaires et de réguliers des États-Unis pour battre les amérindiens à la seconde bataille de Pyramid Lake (en).
Le capitaine Stewart, menant le contingent de réguliers, crée ensuite un fort permanent de l'armée des États-Unis le long de la rivière Carson près du lieu où les hostilités ont éclaté à Williams Station. Le poste est baptisé fort Churchill en référence à Sylvester Churchill, inspecteur général de l'armée des États-Unis. La construction du fort commence le 20 juillet 1860 et s'achève en 1861. À la fin de l'année 1861, l'effectif du for s'élève à 600 hommes. La plupart des hommes du Nevada qui s'enrôlent dans l'armée de l'Union le font dans des compagnies du fort Churchill.
Le service des troupes du fort consistent principalement à effectuer des patrouilles sur la piste de l'Overland Stage, à disperser des groupes d'amérindiens qui harcèlent des colons isolés. L'ennui de ce type de service conduit à 400 désertions sur les 1200 Nevadans qui sont en service au fort pendant la guerre de Sécession.
Construit pour fournir une protection pour les premiers colons et la route du courrier le long du Pony Express, le fort devient un dépôt de ravitaillement important pour l'armée de l'Union pendant la guerre de Sécession. L'effectif moyen pendant cette époque est de 200 soldats, mais le poste est abandonné en 1869 peu après la conclusion de la guerre de Sécession. Les bâtiments abandonnés sont vendus aux enchères pour 750 $ (14 406 $ actuels) après le refus de l'État du Nevada d'en prendre la possession.

### Parc d'État

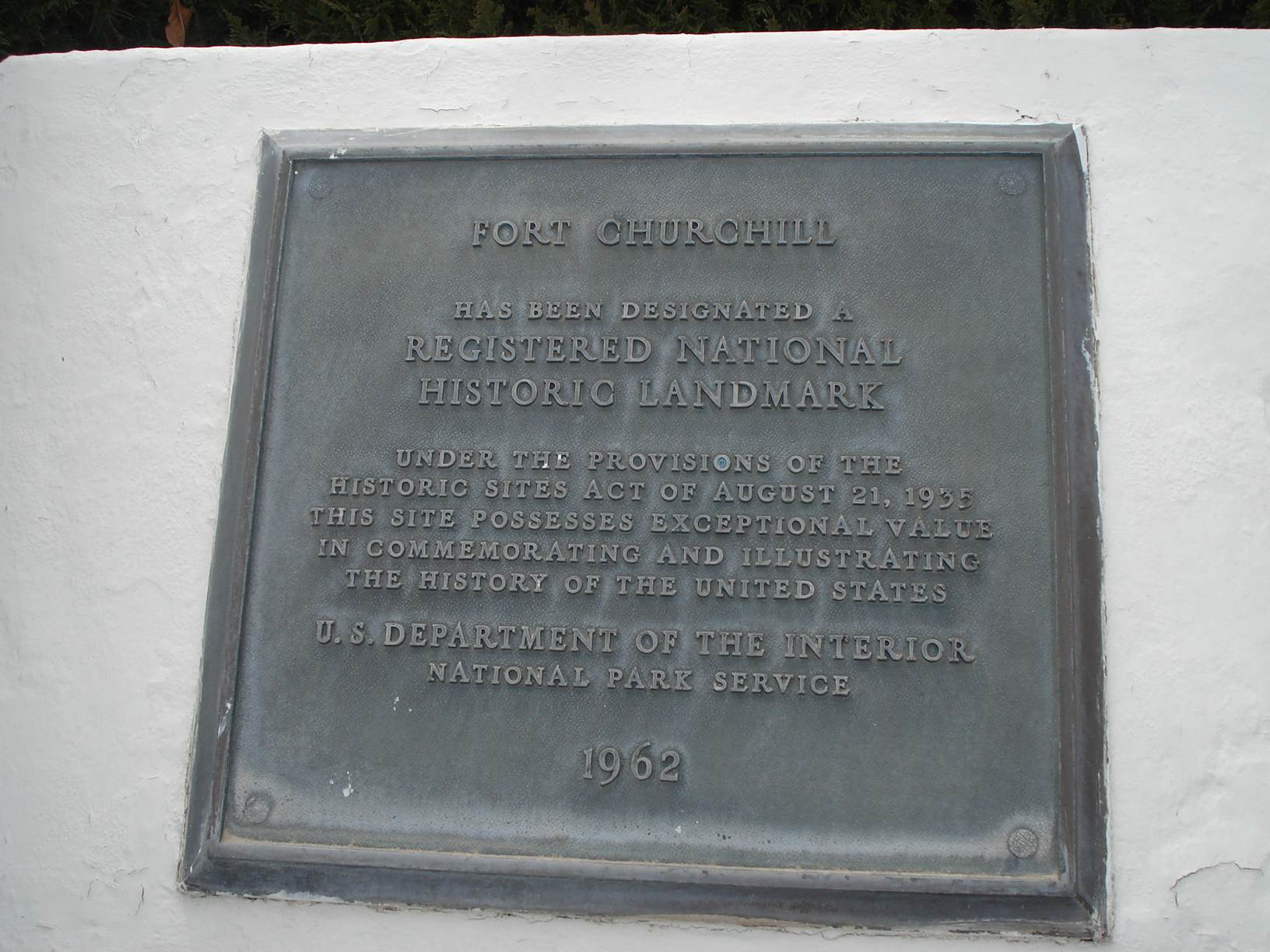
Plaque rappelant l'inscription au registre national des monuments historiques.

Le 6 octobre 1932, l'État prend le contrôle de 200 acres (81 ha) mais deux ans plus tard transfère la propriété aux filles de la Révolution américaine. Avec l'aide du service des parcs nationaux, les ruines du fort sont partiellement restaurées à un stade d'arrêt de détérioration , et le corps de conservation civil construit le centre des visiteurs actuel.
En 1957, le fort entre dans le système des parcs de l'État du Neveda. Il est déclaré marqueur historique national en 1961 et ajouté au Registre national des lieux historiques en .

## Ranchs de la rivière Carson
En 1994, le service des parcs nationaux acquiert 3 200 acres (1 295 ha) le long de la rivière Carson, à l'est du fort et de Buckland Station. Ce corridor relie le fort Churchill avec la région récréative de l'État de Lahontan (en) et fournit un habitat à la flore et à la faune. Il est populaire auprès des campeurs, des randonneurs, des ornithologues amateurs, aux canoéistes, aux chasseurs et aux cavaliers.

## Buckland Station
Samuel S. Buckland vient dans la région en 1859 pour fonder un ranch. Son ranch sert comme un relais important le long de la route par voie terrestre centrale (Central Overland Route). Le Pony Express a aussi un point de changement de monture sur le ranch. Lorsque le fort Churchill est abandonné et est démantelé, Buckland récupère les matériaux pour construire l'actuel bâtiment de deux étages que l'on peut encore voir actuellement. Le parc de l'État ajoute ce bâtiment au site historique de l'État du fort Churchill en 1997.

## Équipements du parc
Le centre des visiteurs fait des expositions sur l'histoire du fort Churchill, les amérindiens qui ont habité dans la région, et les caractéristiques naturelles de la campagne avoisinante.
Un terrain de camping de vingt places est situé le long de la rivière Carson près d'un bosquet de peupliers d'Amérique  avec des aires de pique-niques.Un camp primitif est situé plus loin le long de la rivière Carson dans l'unité des ranchs de la rivière Carson.
Les pistes de randonnées comprennent une piste balisée atour des ruines du fort avec des panneaux explicatifs pour chacun des bâtiments. La piste du verger court le long de la rivière Carson du terrain de camping jusqu'à Buckland Station. Une extension de cette piste suit la rivière Carson dans l'unité des ranchs de la rivière Carson.
Deux fois par an, les volontaires de la guerre de Sécession du Nevada installent un camp de la guerre de Sécession au fort Churchill.